# Langues bahnariques
Les langues bahnariques sont un groupe de langues môn-khmer parlées au Cambodge, au Laos et surtout au Viêt Nam. Elles sont nommées d'après les Bahnar, une population montagnarde du Viêt Nam.

## Classification
Les langues bahnariques forment un groupe dans le rameau dit « oriental » de la branche môn-khmer des langues austroasiatiques. Au nombre de 40, elles sont classées comme suit :
- Sous-groupe « central » (six langues) : 
  - Alak (en) (parlé au Laos) ;
  - Bahnar (Viêt Nam) ;
  - Kaco' (en) (Cambodge) ;
  - Lamam (en) (Cambodge) ;
  - Romam (en) (Viêt Nam) ;
  - Tampuan (Cambodge).
- Sous-groupe « septentrional » (quatorze langues) : 
  - Septentrional oriental (trois langues, toutes parlées au Viêt Nam) : 
    - Cua-Kayong : 
      - Cua (en) ;
      - Kayong (en) ;

    - Takua (en) ;

  - Septentrional occidental (dix langues, toutes parlées au Viêt Nam sauf une) : 
    - Halang doan (en) ;
    - Jeh-Halang : 
      - Jeh (en) ;
      - Halang (en),

    - Rengao (en),
    - Sedang-Todrah (quatre langues) : 
      - Sedang (deux langues) :
        - Hre et
        - Sedang ;

      - Todrah-Monom (deux langues) :
        - Monom (en) ;
        - Todrah (en) ;

    - Talieng (en) (Laos) ;
    - Trieng (en) ;

  - Katua (en) (Viet Nam) ;
- Sous-groupe « méridional » (neuf langues, toutes parlées au Viêt Nam sauf une) : 
  - Sre-Mnong (six langues) :
    - Mnong :
      - Mnong oriental ;
      - Mnong méridional-central :
        - Kraol (Cambodge) ;
        - Mnong central ;
        - Mnong méridional ;

    - Sre :
      - Koho;
      - Maa,

  - Stieng-Chrau (deux langues) : 
    - Chrau (en) ;
    - Stieng Bulo (en) ;
    - Stieng Budeh (en) ;
- Sous-groupe occidental (onze langues, toutes parlées au Laos sauf deux) : 
  - Brao-Kravet (quatre langues) : 
    - Kavet (en) (Cambodge) ;
    - Kru'ng (en) (Cambodge) ;
    - lave (en) ;
    - Sou (en) ;

  - Laven ;
  - Nyaheun (en) ;
  - Oi-The (cinq langues) : 
    - Jeng ;
    - Oy ;
    - Sapuan (en) ;
    - Sok ;
    - The.